# مركز قليب خضر
مركز قليب خضر هو أحد مراكز محافظة القريات في منطقة الجوف في المملكة العربية السعودية.

## سبب التسمية
سمي بـ ( قليب خضر ) نسبة إلى رجل من عشيرة الدفاف من الحلسة من قبيلة الشرارات يدعى 
( خضر الخصي الدفافي الحليسي الشراري )

## التعداد السكاني
يبلغ عدد سكان المركز وفقاً لتعداد سنة 1431 للهجرة قرابة 1381 نسمة منهم 1254 سعودي و127 غير سعودي.
وفي هذي البلدة اجزاء كبيرة من الإخاذ العزام من قبيلة الشرارات

## الخدمات

### الخدمات الصحية
ليس بالمركز أي مستشفى حيث يبعد أقرب مستشفى 15 كم ويقع في مركز العيساوية، ولكن بها مركزاً واحداً للرعاية الصحية.

### الخدمات التعليمية
بالمركز 7 مدارس. مدرستان للذكور وثلاث مدارس للبنات ومدرستان لمحو الأمية.